# فولغارولاس
بلدية فولغيروليس (بالكاتالانية: Folgueroles) هي إحدى بلديات مقاطعة برشلونة، والتي تقع في منطقة كاتالونيا، شرق إسبانيا.
يبلغ عدد سكانها 2.058 نسمة وفقاً لإحصائية سنة (2007).